# Andrea Gioannetti
Andrea Gioannetti (Bolonha, 6 de janeiro de 1722 - Bolonha, 8 de abril de 1800) foi um cardeal italiano.

## Nascimento
Nasceu em Bolonha em 6 de janeiro de 1722. De família nobre. Filho de Baldassarre Francesco Gioannetti e Pellegrina Zanoni. Seu sobrenome também está listado como Giovannetti e como Ioannettius.

## Educação
Ainda jovem manifestou inclinação para o estado religioso e ingressou na Ordem de São Bento, Camaldulense, no mosteiro de S. Apollinare in Classe, perto de Ravena, em 1739; recebeu o hábito religioso e mudou seu nome de batismo Melchiorre Benedetto Lucidoro para Andrea em 29 de junho de 1739. Prosseguiu seus estudos em Betinoro e em Roma, onde estudou antiguidades e aprendeu grego; tornou-se também mestre em filosofia e em teologia.

## Sacerdócio
Ordenado sacerdote em 19 de dezembro de 1744. Prosseguiu os estudos em Betinoro e em Roma. Voltou a Betinoro para ensinar e exercer o sacerdócio, distinguiu-se pela diligência na confissão, catequese e cuidado dos enfermos, pelo que se viu em risco de morte. Retornou ao mosteiro de Classe e tornou-se leitor de filosofia, em 19 de dezembro de 1748. Teólogo do arcebispo de Ravena, Ferdinando Romoaldo Guiccioli, de 15 de junho de 1753 a 1763; o arcebispo era abade do mosteiro de Classe quando padre Gioannetti entrou para a vida religiosa. Decano perpétuo de sua ordem em Romandiola, 29 de maio de 1759. Em 1763, tornou-se procurador e ecônomo do mosteiro de Classe; e pouco depois, seu abade até 1770; como abade, aumentou a biblioteca e o museu físico-numismático; continuou a remediação dos terrenos do mosteiro; e, com doações de grãos e dinheiro, ajudou as vítimas da fome dos anos 1764-1766; em reconhecimento, ele foi atribuído à nobreza de San Marino; mostrou abertura às tendências culturais do século e profundo zelo pastoral; era rigoroso quanto à disciplina religiosa e teologicamente agostiniano; ele liderou o mosteiro com mão firme. Três anos depois, em 1773, tornou-se leitor de teologia e abade do mosteiro de S. Gregorio al Monte Celio, em Roma. Assumiu uma posição intermediária nas disputas entre os jesuítas e as diversas frentes reformistas em que operavam os moderados inspirados pelos muratorianos e pelos jansenistas italianos, que atingiram o ápice com a supressão da Companhia de Jesus. Commendatario de S. Gregorio al Monte Celio, que se tornou Papa Pio VI em fevereiro de 1775.

## Episcopado
Eleito bispo titular de Emeria (Imeria) e nomeado administrador de Bolonha, 29 de janeiro de 1776; O cardeal Vincenzo Malvezzi, arcebispo de Bolonha, faleceu em 3 de dezembro de 1775. Consagrada, em 4 de fevereiro de 1776, a igreja de San Gregorio in Monte Celio, Roma, pelo cardeal Giovanni Francesco Albani, bispo de Ostia e Velletri, decano do Sacro Colégio de Cardeais, auxiliados por Giovanni Francesco Guidi di Bagno, arcebispo titular de Mira, e por Giovanni Francesco Gallarati, bispo titular de Paro. Chegou a Bolonha no dia 5 de março seguinte. Três meses depois iniciou uma cuidadosa visita pastoral, na qual pôs ênfase na compreensão da mensagem espiritual interior.

## Cardinalado
Criado cardeal e reservado in pectoreno consistório de 23 de junho de 1777; publicado no consistório de 15 de dezembro de 1777; recebeu o chapéu vermelho em 18 de dezembro de 1777; e o título de S. Pudenziana, 30 de março de 1778. Promovido à sé metropolitana de Bolonha, 15 de dezembro de 1777. Atribuído ao SS.CC. do Santo Ofício, Índice, Disciplina Regular e Visita Apostólica. Protetora do mosteiro de S. Chiara della Terra di Arpino, diocese de Camerino. Recebeu o pálio em 30 de março de 1778. Em 1782, hospedou o Papa Pio VI em Bolonha durante sua viagem a Viena; e em seu retorno, ele acompanhou o pontífice a Imola para assistir à consagração da catedral. Em 1790, realizou outra visita pastoral. A revolução que eclodiu na França no final de 1792 gerou um fluxo de emigração para os Estados Pontifícios. A arquidiocese de Bolonha estava no meio do caminho que ligava o norte da Itália a Roma e a parte sul dos Estados Pontifícios, de modo que o cardeal Gioannetti teve que enfrentar os problemas associados ao afluxo de padres refratários. Os seus escritos pastorais e os dos padres emigrantes difundiram a imagem da Revolução como retribuição divina contra os fiéis indiferentes e como um novo calvário para a Igreja, que através da penitência e da dor reencontraria a sua antiga grandeza. Em 1794, publicou a tradução italiana da condenação do Sínodo de Pistoia na bula papal. Os seus escritos pastorais e os dos padres emigrantes difundiram a imagem da Revolução como retribuição divina contra os fiéis indiferentes e como um novo calvário para a Igreja, que através da penitência e da dor reencontraria a sua antiga grandeza. Em 1794, publicou a tradução italiana da condenação do Sínodo de Pistoia na bula papal. Os seus escritos pastorais e os dos padres emigrantes difundiram a imagem da Revolução como retribuição divina contra os fiéis indiferentes e como um novo calvário para a Igreja, que através da penitência e da dor reencontraria a sua antiga grandeza. Em 1794, publicou a tradução italiana da condenação do Sínodo de Pistoia na bula papal Auctorem Fidei, acompanhado de uma carta pastoral datada de 30 de outubro de 1794 e publicada em Bolonha em 1795 (1). A chegada das tropas francesas a Bolonha em junho de 1796 colocou o cardeal com problemas de relações com o Senado, que Napoleão Bonaparte havia devolvido ao poder após a saída do cardeal Giovanni Andrea Archetti, legado em Bolonha. As garantias dadas por Bonaparte fizeram com que o cardeal reconhecesse as novas autoridades. Logo, porém, a óbvia intenção do novo governo de não reconhecer na nova constituição o catolicismo como religião do Estado e as iniciativas contra os padres e regulares imigrantes minaram as relações entre o cardeal e o Senado. A princípio, o cardeal Gioannetti limitou-se a apenas enviar sinais nas cartas pastorais da necessidade da coexistência do Estado com a religião católica. Mas no início de 1797, medidas de expulsão e confisco dos bens dos regulares, e a abolição da imunidade eclesiástica e o confisco da maior parte dos bens da igreja levaram-no a romper a inércia e a contactar todos os cidadãos senadores de Bolonha com uma dura carta pastoral, datada de 9 de janeiro de 1797, que reivindicava a autoridade autônoma da Igreja recebido de Cristo, e sua autoridade para regular também as ações do homem na sociedade. O Senado, afirmou, não podia legislar sobre assuntos eclesiásticos, tendo apenas autoridade temporal sobre coisas políticas e seculares, não sagradas como a vida e os bens da Igreja, que estavam fora da jurisdição dos governos. O texto terminava com um apelo a Bonaparte, católico, que quisesse observar os mandamentos e regras da Igreja. A carta ao Senado encerrou essencialmente a longa série de documentos escritos ou inspirados pelo cardeal Gioannetti no exercício do ofício episcopal. A constituição Cispadana de março de 1797, por ordem de Bonaparte, declarou o catolicismo a religião do estado; mas a situação mudou depois de alguns meses com a união da Cispadana à Cisalpina, em julho de 1797, cuja constituição previa a liberdade de culto. O cardeal então se manteve em silêncio, ficando de fora do debate aberto em Bolonha sobre a relação entre Igreja e Estado no novo regime democrático. No ano seguinte, 1798, recebeu o Papa Pio VI, a caminho do exílio na França; o pontífice esteve por algum tempo hospedado em declarou o catolicismo a religião do estado; mas a situação mudou depois de alguns meses com a união da Cispadana à Cisalpina, em julho de 1797, cuja constituição previa a liberdade de culto. O cardeal então se manteve em silêncio, ficando de fora do debate aberto em Bolonha sobre a relação entre Igreja e Estado no novo regime democrático. No ano seguinte, 1798, recebeu o Papa Pio VI, a caminho do exílio na França; o pontífice esteve por algum tempo hospedado em declarou o catolicismo a religião do estado; mas a situação mudou depois de alguns meses com a união da Cispadana à Cisalpina, em julho de 1797, cuja constituição previa a liberdade de culto. O cardeal então se manteve em silêncio, ficando de fora do debate aberto em Bolonha sobre a relação entre Igreja e Estado no novo regime democrático. No ano seguinte, 1798, recebeu o Papa Pio VI, a caminho do exílio na França; o pontífice esteve por algum tempo hospedado em recebeu o Papa Pio VI, a caminho do exílio na França; o pontífice esteve por algum tempo hospedado em recebeu o Papa Pio VI, a caminho do exílio na França; o pontífice esteve por algum tempo hospedado emCollegio di Spagna , como foi feito em 1782, durante a viagem a Viena para se encontrar com o imperador Joseph II. Em março de 1799, Bolonha foi ocupada pelos austro-russos, e o cardeal Gioannetti assumiu o controle da impressão e publicação; puniu os padres pertinaci nell'errore e nello escândalo; e tentou conter os excessos dos reacionários. Participou do conclave de 1799-1800 , que elegeu o Papa Pio VII. O cardeal voltou a Bolonha em 29 de março de 1800; uma semana depois, ele adoeceu e morreu pouco depois.

## Morte
Morreu em Bolonha em 8 de abril de 1800. Exposto na catedral metropolitana de Bolonha, onde o funeral ocorreu no dia 17 de abril seguinte, celebrado pelo cardeal Alessandro Mattei, arcebispo de Ferrara, na presença dos bispos de Modena, Reggio, Carpi e Ippona in partibus infidelium; e enterrado naquela catedral metropolitana. A sé de Bolonha permaneceu vaga por dois anos.